# Johan Laats
Johan Laats (* 10. Januar 1967 in Wilrijk, Antwerpen) ist ein ehemaliger belgischer Judoka. Er war Europameister 1997 im Halbmittelgewicht, der Gewichtsklasse bis 78 Kilogramm.

## Sportliche Karriere
Der 1,78 m große Johan Laats stammt aus einer judobegeisterten Familie, auch seine Brüder Lode, Stefaan und Philip waren Judokas. Johan Laats war 1986 Juniorenweltmeister. 1986 und 1987 gewann er Silber bei den Junioreneuropameisterschaften. Bei den Olympischen Spielen 1988 in Seoul schied er in der ersten Runde nach 3:09 Minuten gegen den Südkoreaner Ahn Byeong-keun aus.
Von 1989 bis 1993 und noch einmal 1995 war Johan Laats Belgischer Meister im Halbmittelgewicht. Der internationale Durchbruch gelang ihm 1991 bei den Europameisterschaften in Prag, als er hinter dem Niederländer Anthonie Wurth die Silbermedaille gewann. Bei den Weltmeisterschaften 1991 in Barcelona siegte er im Halbfinale gegen Wurth, im Finale unterlag er dem Deutschen Daniel Lascău. Im Jahr darauf belegte er den siebten Platz bei den Europameisterschaften. Bei den Olympischen Spielen in Barcelona erreichte er mit einem Sieg über den Franzosen Bertrand Damaisin das Halbfinale. Dort unterlag er dem Japaner Hidehiko Yoshida und danach verlor er den Kampf um eine Bronzemedaille gegen den Südkoreaner Kim Byung-joo.
Bei den Europameisterschaften 1993 unterlag er im Achtelfinale dem Georgier Soso Liparteliani, mit vier Siegen in der Hoffnungsrunde erkämpfte sich Johan Laats eine Bronzemedaille. Fünf Monate später bei den Weltmeisterschaften in Hamilton unterlag er im Halbfinale Hidehiko Yoshida, den Kampf um Bronze verlor er gegen Jason Morris aus den Vereinigten Staaten. 1994 gewann er bei den Europameisterschaften Silber hinter dem Briten Ryan Birch, bei den Goodwill Games in Sankt Petersburg belegte er den dritten Platz. Bei den Europameisterschaften 1995 unterlag er im Viertelfinale gegen den Franzosen Djamel Bouras, mit zwei Siegen in der Hoffnungsrunde erreichte er den Kampf um Bronze, in dem er gegen Ryan Birch gewann. Bei seiner dritten Olympiateilnahme 1996 in Atlanta belegte er nach einem Sieg und zwei Niederlagen den geteilten neunten Platz. 1997 wurden die Europameisterschaften in Ostende ausgetragen. Laats bezwang im Achtelfinale den Briten Graeme Randall, im Viertelfinale den Finnen Matti Lattu und im Halbfinale den Esten Aleksei Budõlin. Im Finale bezwang er den Olympiasieger von 1996 Djamel Bouras. Fünf Monate später schied Johan Laats bei den Weltmeisterschaften in Paris in der ersten Runde gegen Graeme Randall aus.